# Pylaisia tenuirostris
Pylaisia tenuirostris là một loài Rêu trong họ Hypnaceae. Loài này được (Bruch & Schimp. ex Sull.) A. Jaeger mô tả khoa học đầu tiên năm 1878.